# Казанский марафон
Казанский марафон (англ. Kazan Marathon) — соревнование по бегу в Казани, проводимое ежегодно с 2015 года. Включает в себя марафонскую дистанцию, 21,1 км, 10 км и 3 км. Трасса получила звание одной из красивейших трасс в Европе (по мнению Вадима Злобина, сертифицированного измерителя Международной ассоциации легкоатлетических федераций). Участие принимают профессиональные спортсмены и любители этого вида спорта. Проводится под брендом серии спортивных мероприятий TIMERMAN. Проводится в воскресенье, в мае.

## История

### Организаторы Казанского марафона
Марафон реализуется компанией АНО «Центр реализации спортивных проектов» под руководством Вадима Янгирова. Организационным комитетом также выступают: Федерация легкой атлетики Республики Татарстан, Правительство Республики Татарстан и администрация г. Казань.

### История развития легкоатлетических соревнований в Казани
| Год                 | Событие |
| ------------------- | --- |
| 1974                | Любители бега Казани пробегом на 50 км отметили 50-летие первого председателя клуба любителей бега «Аргамак» Измаила Кулахметова. |
| 1975 — 1980         | Гонка регулярно проводилась в последнее воскресенье октября. Участникам на выбор предлагались дистанции от 1 до 50 км. |
| 1981                | Дистанция Казанского марафона стала классической — 42 км и 195 м. Днем проведения соревнований определён 7 октября — День Конституции. Впервые Казанский марафон стал соревнованием республиканского масштаба. На старт вышли 91 участник из районов Республики Татарстан.                                                                                         |
| 1982                | В соревнованиях приняли участие 178 спортсменов из Арска, Зеленодольска, Елабуги, Менделеевска, Ленинграда, Ульяновска, Чебоксар и Чарджоу. Участникам были предложены дистанции от 1 до 42 км. |
| 1983                | В Казанском марафоне приняли участие рекордное количество спортсменов — 815 человек. В. Сливочкин обновил рекорд марафонской трассы, который составил 2:39.05 сек. |
| 1984                | В Казанском марафоне мира приняли участие рекордные 4 тысячи человек. Организация гонки обошлась отделу физкультуры и спорта Татоблсовпрофа в 10000 рублей. Трасса марафона была «выпрямлена» и прошла по центральным улицам города. Для марафонцев впервые были организованы пункты питания, через каждые 5 км. Рекорд трассы обновил Г. Тараканов — 2:34.56 сек. |
| 1985                | Участниками марафона стали известные спортсмены и лучшие бегуны республики. Марафонская дистанция с поворотом на жд станции Высокая гора оказалась на 3 километра длиннее стандартной. |
| 1986                | В Казанском марафоне мира приняли участие более 2 тысяч спортсменов, которые стартовали на дистанциях 5, 10, 20 и 42 км. |
| 1987                | На выбор участникам гонки предложено 2 дистанции — 20 и 42 км. Участники марафона пробежали по улице Баумана. Победителем марафона стал йошкаролинец В. Крылов с рекордным временем 2:23.00 |
| 1988                | Технические неполадки в работе оборудования повлекли проблемы с хронометражем и сокращение дистанции марафона. |
| 1989                | Изменён маршрут Казанского марафона мира. Стартовав у Центрального стадиона, бегуны направились по Кировской дамбе, пробежали Аракчинское шоссе и финишировали на железнодорожной станции Обсерватория. |
| 1990                | На старт Казанского марафона мира вышли представители 27 городов СССР. Самой многочисленной стала марафонская дистанция — 156 участников. Впервые победители получили денежные призы. Впервые в соревнованиях приняли участие инвалиды на колясках. |
| 1991                | 600 любителей бега соревновались на 2 дистанциях: 20 и 42 км. |
| 4 октября 1992 года | В гонке приняли участие 400 спортсменов. Спонсором соревнований стал Сберегательный банк Татарстана. Обновлен рекорд трассы. Казанец Рафис Садриев преодолел 42 км и 195 м за 2:21.59 сек. Директор марафона — Павел Павлович Морев. |

#### Казанский марафон 2015
Впервые после 25-летнего перерыва Казанский марафон был проведен в 2015 году. В его рамках прошёл чемпионат России по марафонскому бегу c отбором участников чемпионата мира. На выбор участникам было предоставлено три дистанции: классический олимпийский марафон — 42,2 км, полумарафон и забег-спутник 5 км. Всего в забегах приняло участие 2246 человек. «Казанский марафон» был приурочен к празднованию 70-летия Победы в Великой Отечественной войне, а также он поддержал благотворительную организацию по борьбе с детским синдромом Ретта.

#### Казанский марафон 2016
15 мая 2016 года в Казани состоялось одно из крупнейших спортивных мероприятий социальной направленности — «Казанский марафон 2016. Проверь себя!», посвященный профилактике СПИД/ВИЧ — инфекции.
Всего в забеге приняли участие представители 38 стран. Помимо основной марафонской дистанции прошли забеги на 21,1 км и 10 км. В первом фан-ран забеге на 3 км приняли участие глава Татарстана Рустам Нургалиевич Минниханов и певица Вера Брежнева.

#### Казанский марафон 2017
Казанский марафон 2017 второй год подряд проводился в рамках спортивной серии легкоатлетических пробегов «TATAR.RUN» . В гонке приняли участие около 10 тысяч человек, представители 22 стран мира. Соревновались на 4 дистанциях: 3 км, 10 км, 21,1 км и 42,2 км.

#### Казанский марафон 2018
В этом году для участия в Казанском марафоне заявились порядка 10 тыс. человек из 28 стран мира, они смогли преодолеть 4 дистанции на выбор: 3 км, 10 км, 21,1 км и 42,2 км. В массовом забеге приняли участие Президент Республики Татарстан Рустам Нургалиевич Минниханов, генеральный продюсер спортивного телеканала «Матч-ТВ» Тина Канделаки, а также руководители министерств и ведомств Республики Татарстан. Поддержали акцию министр юстиции Республики Татарстан Рустем Загидуллин и ведущий специалист отдела обеспечения деятельности мировых судей Татьяна Свиридова, приняв участие в забеге на дистанцию 10 км. В отдельном забеге приняли участие спортсмены-колясочники, которые менее чем за час преодолели дистанцию 21.1 км.

#### Казанский марафон 2019
4-5 мая 2019 года в спортивной столице России состоялся Ак Барс Банк Казанский марафон, который собрал у себя представителей 32 стран мира: фанатов бега и профессиональных спортсменов, принимающих участие в чемпионате России по марафону.
«Очень понравился марафон. Сегодня и трасса впечатлила: мы зацепили практически все достопримечательности города и главное, сделали это в один круг. С каждым годом Казанский марафон растет и становится лучше, опытнее. Это заметно», — поделился чемпион России по марафону Степан Киселёв.

#### Казанский марафон 2020
10 и 11 октября в столице Татарстана прошёл Ак Барс Банк Казанский Марафон 2020. В событии приняли участие 11 000 любителей бега со всей России. Абсолютным победителем марафона стал Юрий Чечун, он пробежал дистанцию 42.2 километра за 2 часа 15 минут 29 секунд. Среди женщин первой прибежала Алина Прокопьева — 02:34:14.
11 октября участники бежали основные забеги на дистанциях 3, 10, 21.1 и 42.2 километра. Марафон пробежали любители бега из 16 городов России, среди которых Москва, Альметьевск, Уфа, Санкт-Петербург и Челябинск. Участники Казанского марафона 2020 бежали по трассе с наименьшим набором высот среди всех российских марафонов — 96 метров. Над созданием уникальной спортивной атмосферы на протяжении всей дистанции трудились 420 сотрудников спортивного департамента и 350 волонтеров.

#### Казанский марафон 2021
Ак Барс Банк Казанский марафон прошёл в седьмой раз и собрал 14000 участников из 67 регионов России и 29 стран. Абсолютным победителем марафона стал Степан Киселёв. Он финишировал за 02:15:27. Среди женщин лидером марафона стала Луиза Дмитриева, её время 02:31:50.
По традиции гонка была с гандикапом, женская элита стартовала на 18 минут 45 секунд раньше. Первой на финише оказалась спортсменка из Московской области Луиза Дмитриева: «У меня личный рекорд 02:28:35, а сейчас 02:31:50. Хочется всегда бежать по максимуму быстро. Организация действительно хорошая, организаторов благодарю. Буду ждать приглашения ещё и с радостью приеду».
В этом году организаторы смогли сделать это мероприятие настоящим праздником здорового образа жизни несмотря на действующие ограничения. Все волонтеры и персонал находились в масках, при входе на спортивную выставку всем измеряли температуру и выдавали маски. Вместо стаканчиков с водой на точках освежения выдавали закрытые бутылки. Само мероприятие и количество участников было согласовано с Роспотребнадзором.
Уже четвёртый год Казанский марафон поддерживает благотворительный фонд Дом Роналда Макдоналда. Часть всех средств с проданных слотов на Казанский Марафон и все деньги со слотов специальной благотворительной команды направляются в фонд. В этом году эта сумма составила 1 332 000 руб.

## Победители Казанского марафона
| Год  | Победитель      | Победитель | Победитель | Победительница    | Победительница | Победительница |
| Год  | Имя             | Страна     | Время      | Имя               | Страна         | Время          |
| ---- | --------------- | ---------- | ---------- | ----------------- | -------------- | -------------- |
| 2021 | Степан Киселёв  | Россия     | 2:15.27    | Луиза Дмитриева   | Россия         | 2:31.50        |
| 2020 | Юрий Чечун      | Россия     | 2:15.29    | Алина Прокопьева  | Россия         | 2:34.14        |
| 2019 | Степан Киселёв  | Россия     | 2:12.56    | Сардана Трофимова | Россия         | 2:31.31        |
| 2018 | Артём Алексеев  | Россия     | 2:17.45    | Татьяна Арясова   | Россия         | 2:36.04        |
| 2017 | Алексей Трошкин | Россия     | 2:16.22    | Татьяна Арясова   | Россия         | 2:31.12        |
| 2016 | Андрей Сафронов | Россия     | 2:18.27    | Татьяна Арясова   | Россия         | 2:33.37        |
| 2015 | Юрий Чечун      | Россия     | 2:14.11    | Сардана Трофимова | Россия         | 2:29.29        |

## Трасса марафона

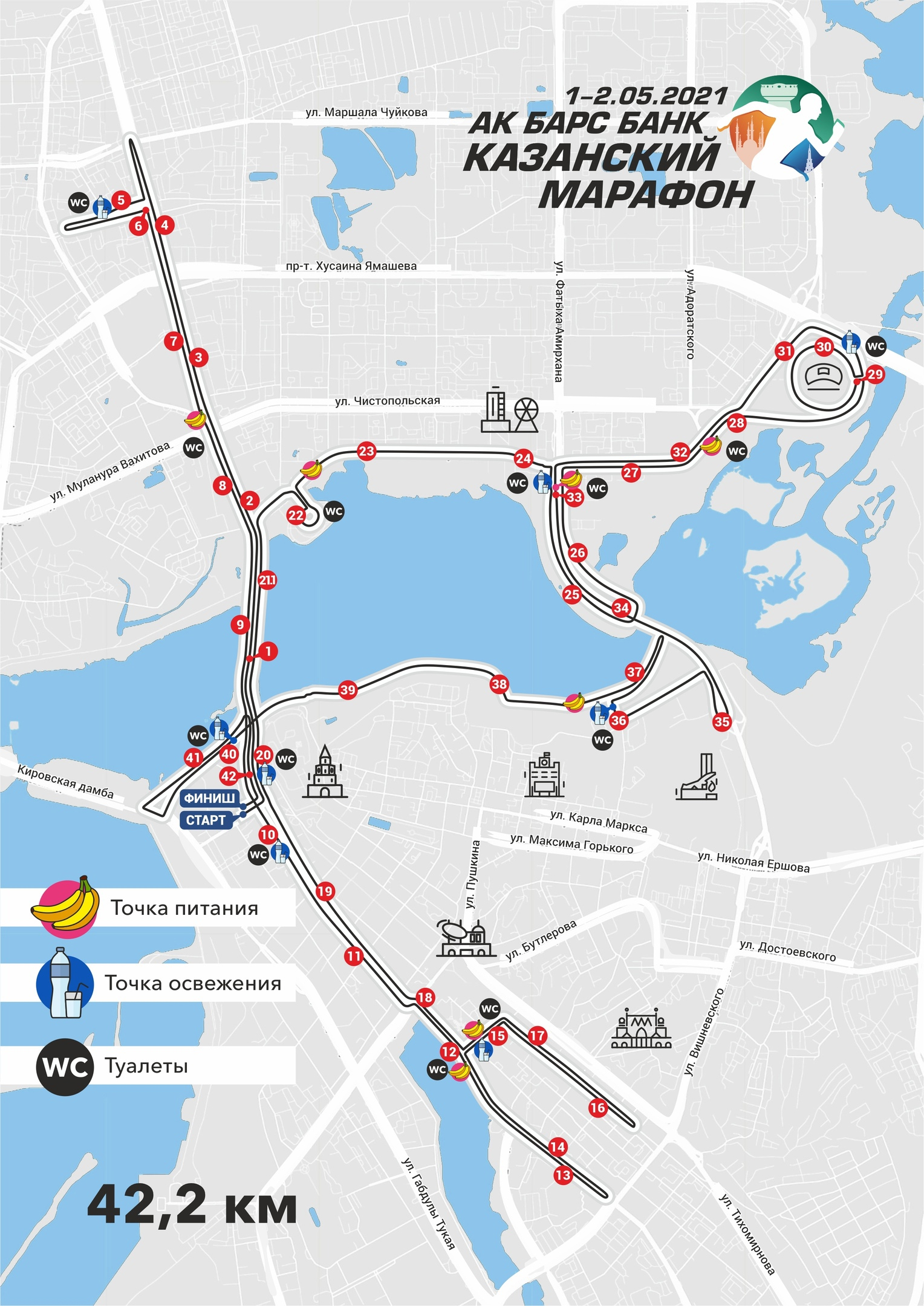
трасса Казанского марафона 2021

Трасса марафона проходит через самые значимые достопримечательности Казани: это величественный Кремль с изящной мечетью Кул-Шариф и башней Сююмбике, набережная на берегу реки Казанки, Дворец водных видов спорта и центр семьи «Казан», КРК «Пирамида» , озеро Кабан, Мост Миллениум, улица Карла Маркса, Кремлёвская набережная, Ленинский сад, Казанский цирк и многое другое.

### Изменения трассы
В 2018 году участники дистанции 42,2 км впервые преодолевали дистанцию в один круг. Организаторы отметили, что в 2018 году значительно улучшили маршрут преодолеваемой дистанции — участников ожидали больше длинных пологих участков и меньше резких поворотов.
Вся дистанция полностью перекрыта для бегунов. По всему маршруту расположены около восьми точек питания с водой, фруктами и изотониками, а также точки освежения с водой и специальными губками.

## Благотворительность
С 2015 года организация уделяет особое внимание поддержке социальных проектов.
- 2015 год — поддержка детей с синдромом Ретта.
- 2016 год — привлечение внимания к вопросу СПИД/ВИЧ — инфицированных людей и борьбе с нервными предрассудками.
- 2017 год — привлечение внимания к проблеме исчезновения снежного барса. Так, часть средств от организации соревнования была направлена на сохранение популяции барса.
- Также с 2017 года Казанский марафон тесно взаимодействует с Домом Роналда Макдоналда[16]. В рамках Казанского марафона 2018 была собрана команда Дома Роналда Макдоналда, деньги за организационный взнос которой были переданы благотворительной организации. Также часть собранных средств (7 % от всех стартовых) была перечислена Дому[17].

## Корпоративная лига
Одним из важнейших элементов стартов стала Корпоративная лига, основная цель которой — создание условий для совместного участия команд предприятий и организаций Республики Татарстан в спортивных массовых мероприятиях. По итогам проведения марафона в 2018 году в рамках Корпоративной лиги участие приняли более 55 команд из числа компаний и предприятий не только республики, но и регионов России и стран СНГ.
Все участники Корпоративной Лиги разделены на дивизионы в зависимости от количества сотрудников, работающих в организации. Для того, чтобы стать победителем дивизиона, необходимо набрать наибольшее количество баллов. Чем быстрее участник преодолевает любую из дистанций, тем больше у него баллов. Такое соревнование среди предприятий способствует укреплению командного духа, стремление к победе и эффективному взаимодействию среди коллег во внерабочее время.

## Мурал, посвящённый Казанскому марафону
В мае 2023 года на транспортной развязке у Центрального парка имени Горького, на подпорной стене вдоль магистрали по улице Вишневского появился мурал площадью 300 кв. метров, посвящённый ежегодному Казанскому марафону; на его создание ушло 50 л фасадной краски, 20 баллончиков и 60 л грунтовки.

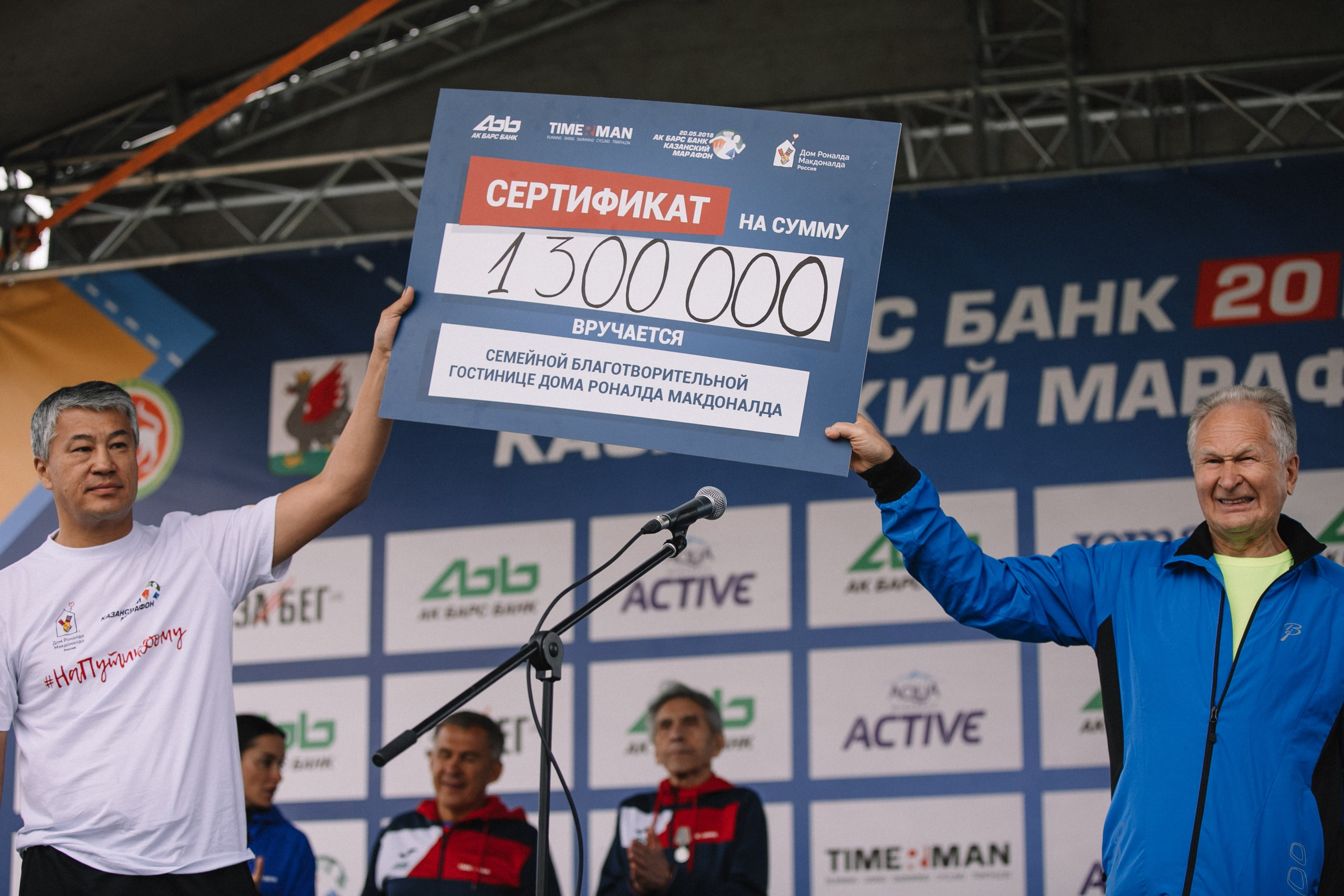
Дом Роналда Макдоналда
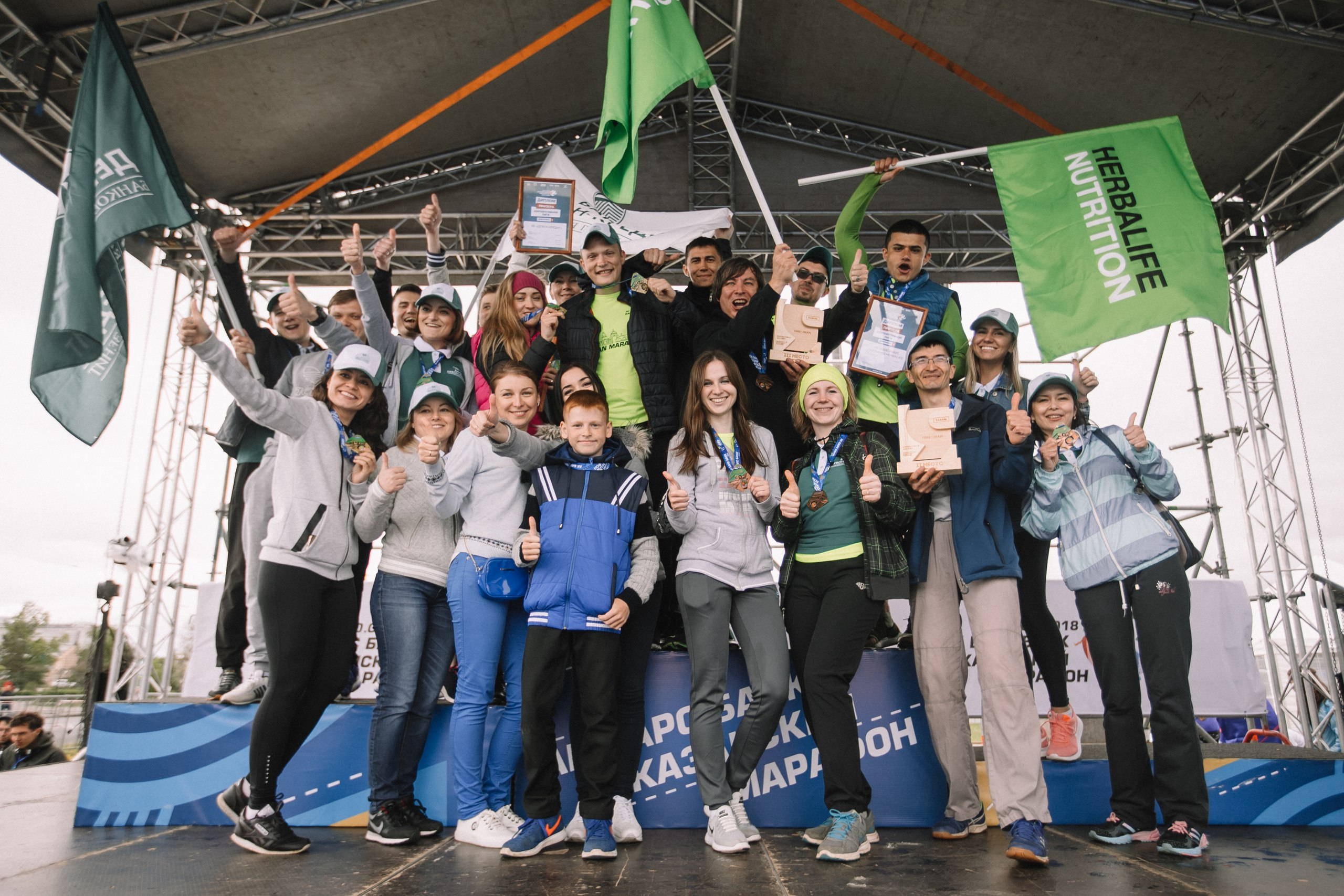
Корпоративная Лига
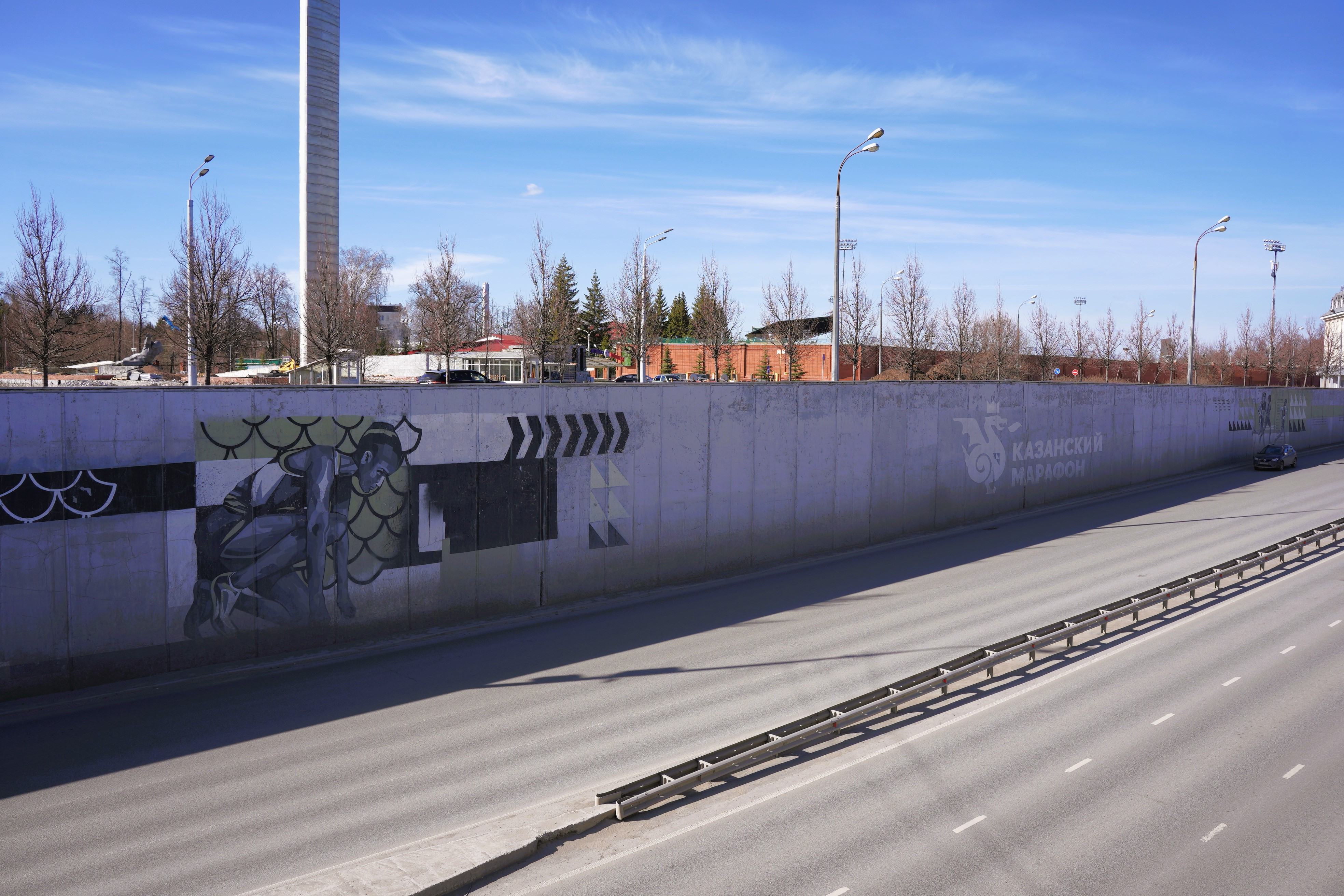
Мурал, посвящённый Казанскому марафону (создан в мае 2023 года)
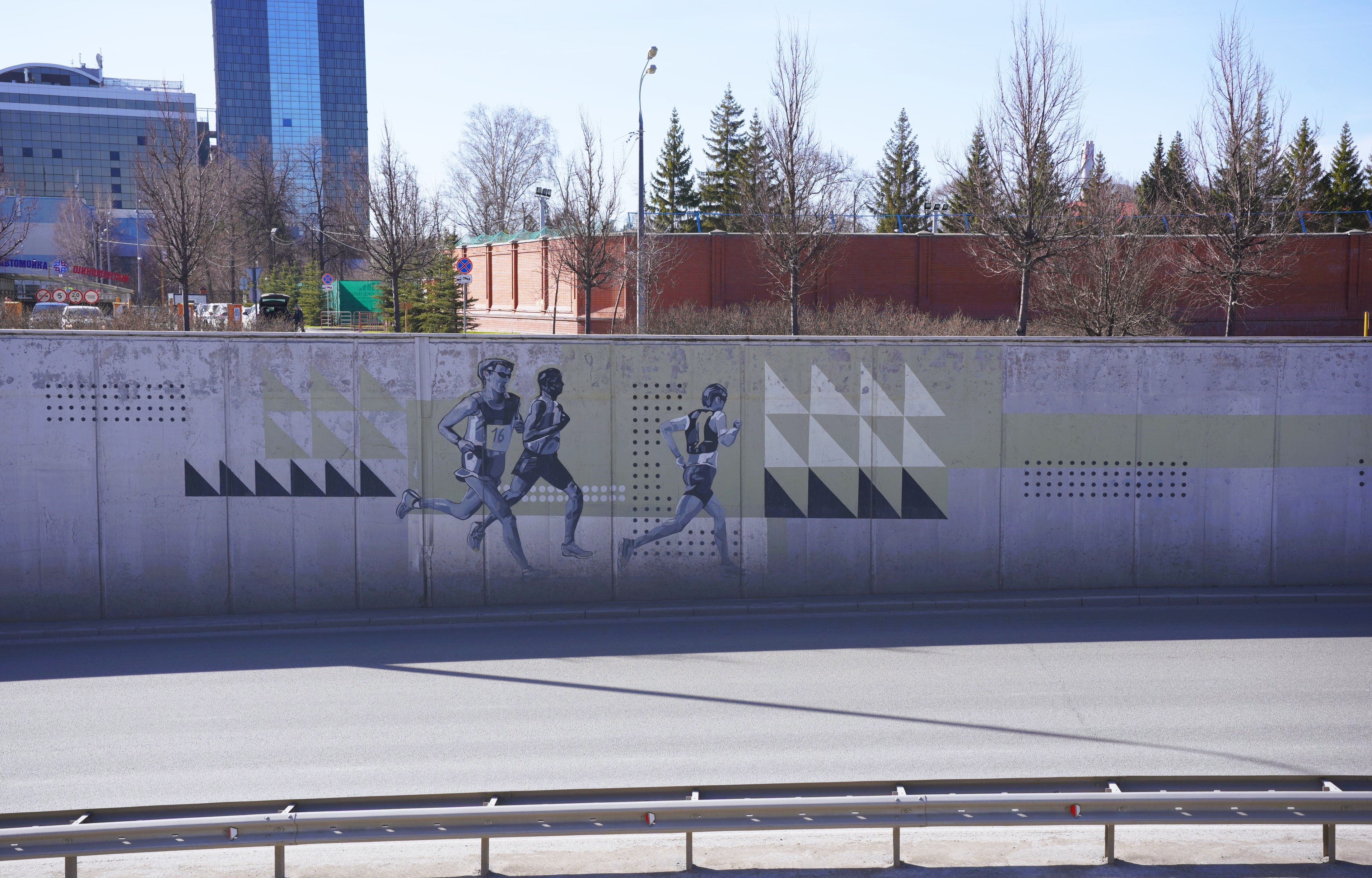
Правый фрагмент мурала, посвящённый Казанскому марафону

## Статьи
- Казанский марафон-2017. Как это было. Деловая электронная газета «Бизнес Online» (22 мая 2017).
- Казанский марафон глазами участника. 42km.ru (18 мая 2016).
- Сергей Гаврилов. Вадим Янгиров: «Казанский марафон стал флагманским событием». Сетевое издание «События» (4 июля 2018).